# پل آتاتورک
پل آتاتورک (انگلیسی: Atatürk Bridge) که همچنین به آن پل آنکاپانی گفته می‌شود، یک پل بزرگراه در روی شاخ طلایی در استانبول است. ساخت این پل در سال ۱۸۳۶ به اتمام رسید که دو محلهٔ بی‌اوغلو و فاتح را بهم متصل کرد. در سال ۱۸۷۵ این پل، توسط پل دوم ساخته شده از آهن و توسط یک شرکت فرانسوی، جایگزین شد. در سال ۱۹۱۲ پل سوم جایگزین شد که تا سال ۱۹۳۶ و قبل از آسیب دیدن قابل استفاده بود. ساخت پلی که در حال حاضر در آن مکان قرار دارد در بین سال‌های ۱۹۳۶ تا ۱۹۴۰ طول کشیده‌است. این پل ۴۷۷ متر طول و ۲۵ متر عرض دارد.